# Spring Stampede 1997
Spring Stampede 1997 fu un pay-per-view della federazione World Championship Wrestling (WCW); si svolse il 6 aprile 1997 presso il Tupelo Coliseum di Tupelo, Mississippi, Stati Uniti.

## Produzione
La prima edizione dell ppv WCW Spring Stampede si svolse nell'aprile 1994, e si trattò della prima volta che la World Championship Wrestling (WCW) organizzava un pay-per-view nel mese di aprile; il tutto faceva parte del progetto di ampliare la propria offerta di eventi a pagamento per alzare la competizione con la rivale World Wrestling Federation. L'evento non si svolse nel 1995 e 1996 ma ritornò nell'aprile 1997. Il nome "Spring Stampede" sarebbe stato usato per altre tre volte, nel 1998, 1999 e 2000, prima che la WCW chiudesse i battenti nel marzo 2001.
Tutte le edizioni di Spring Stampede erano a tema western, cosa che si rifletteva nel montaggio, nei poster, nelle entrate e nella decorazione e scenografia dei set. L'edizione del 1997 si svolse nell'arena Tupelo Coliseum di Tupelo, Mississippi. Qui la WCW aveva precedentemente tenuto le edizioni 1995 e 1996 del ppv WCW Uncensored, ma la location non venne più utilizzata in seguito. Il poster promozionale dell'evento mostrava i Four Horsemen (Arn Anderson, Steve McMichael, Ric Flair & Chris Benoit), con la tagline These Men Do Solemnly Swear... to Kick, Fight, Punch, Stomp, and Flatten anybody who gets in their way! Né Ric Flair, né Arn Anderson parteciparono ad alcun match all'evento. Stevie Ray sostituì Hulk Hogan nel main event.

## Descrizione
Il main event dello show fu il No Disqualification match tra Randy Savage e Diamond Dallas Page, vinto da Page. Altri incontri di rilievo furono il Four Corners match tra Lex Luger, The Giant, Booker T, e Stevie Ray; e il Tag team match The Outsiders contro The Steiner Brothers per i WCW World Tag Team Championship, che si trasformò in un match singolo tra Kevin Nash e Rick Steiner dopo che Scott Hall non si presentò all'evento e Scott Steiner venne arrestato poco tempo prima dell'inizio dello show quella sera stessa. L'evento è inoltre famigerato per la gaffe di Booker T che in un celebre promo apostrofò in diretta Hulk Hogan chiamandolo "nigger" ("negro").

## Risultati
| N. | Risultati                                                                                            | Stipulazione                                                   | Durata |
| -- | --- | -------------------------------------------------------------- | ------ |
| 1  | Rey Misterio Jr. sconfigge Último Dragón                                                             | Single match                                                   | 14:55  |
| 2  | Akira Hokuto (c) sconfigge Madusa                                                                    | Single match per il WCW Women's Championship                   | 05:13  |
| 3  | Prince Iaukea (c) sconfigge Lord Steven Regal                                                        | Single match per il WCW World Television Championship          | 10:01  |
| 4  | The Public Enemy (Rocco Rock & Johnny Grunge) sconfiggono Steve McMichael & Jeff Jarrett (con Debra) | Tag team match                                                 | 10:42  |
| 5  | Dean Malenko (c) contro Chris Benoit (con Woman) termina in no contest                               | Single match per il WCW United States Heavyweight Championship | 17:53  |
| 6  | Kevin Nash (c) (con Syxx & Ted DiBiase) sconfigge Rick Steiner                                       | Single match per i WCW World Tag Team Championship             | 10:20  |
| 7  | Lex Luger sconfigge The Giant, Booker T & Stevie Ray (con Sister Sherri)                             | Four Corners match                                             | 18:18  |
| 8  | Diamond Dallas Page (con Kimberly Page) sconfigge Randy Savage (con Miss Elizabeth)                  | No disqualification match                                      | 15:38  |

## Conseguenze
Lex Luger ricevette la sua title shot contro Hollywood Hogan per il WCW World Heavyweight Championship nella centesima puntata di Monday Nitro il 4 agosto, dove sconfisse Hogan aggiudicandosi il titolo. Tuttavia, Luger perse la cintura in favore di Hogan al ppv Road Wild (1997).